# Elfa
Elfa is een Duits historisch merk van motorfietsen.
De bedrijfsnaam was: Elsterwerdaer Fahrzeugwerke, E.W. Reichenbach AG, Elsterwerda.
Elfa begon motorfietsen te produceren in 1926, juist in een periode waarin honderden kleine motorfietsmerken van de Duitse markt verdwenen. Met Elfa ging het juist erg goed, wellicht omdat het niet in de buurt van een grote stad lag, waar bedrijven die het van regionale klandizie moesten hebben elkaar beconcurreerden. Elfa had ook een tamelijk groot modellenaanbod, met inbouwmotoren van gerenommeerde fabrikanten. Zo leverde men lichte modellen met 198- en 298cc-DKW-motoren en zwaardere typen met 346- en 497cc-Küchen-motoren. Die laatste hadden zelfs al kopkleppen. Klanten konden echter ook kiezen voor motoren van Kühne, Windhoff, Bark en JAP.
In de jaren dertig leverde men vooral gemotoriseerde fietsen met hulpmotoren van Fichtel & Sachs. Toen in 1939 de Tweede Wereldoorlog uitbrak moest de productie worden beëindigd.